# Civray-de-Touraine
Civray-de-Touraine település Franciaországban, Indre-et-Loire megyében. Lakosainak száma 1828 fő (2022. január 1.). Civray-de-Touraine Amboise, Bléré, Chenonceaux, La Croix-en-Touraine, Francueil, Luzillé és Souvigny-de-Touraine községekkel határos.

## Népesség
A település népességének változása:
| Lakosok száma | 918  | 1158 | 1377 | 1713 | 1845 | 1845 | 1840 | 1791 | 1782 | 1828 |
|               | 1968 | 1982 | 1990 | 2006 | 2013 | 2015 | 2017 | 2019 | 2020 | 2022 |